# Breguet 19
Breguet 19 (označovaný také Breguet XIX, Br.19 nebo Bre.19) byl lehký bombardér, průzkumný letoun a letoun určený pro rekordní lety na dlouhé vzdálenosti, který byl navržen a stavěn francouzským leteckým výrobcem Breguet.

## Vývoj
Breguet 19 byl navržen jako nástupce velmi úspěšného lehkého bombardéru Breguet 14 z 1. světové války. Původně byl představen s experimentálním šestnáctiválcovým motorem Bugatti složeným ze dvou osmiválcových motorů Bugatti s celkovým výkonem 450 k (335 kW), který poháněl čtyřlistou vrtuli. Takto byl letoun představen (ve fázi prototypu) i na 7. pařížském aerosalonu v listopadu 1921. Nový letoun poprvé vzlétnul v březnu 1922, ale již s řadovým motorem Renault 12Kb o výkonu 336 kW (450 k).
Prvních 11 ověřovacích prototypů letounů Breguet 19 bylo během intenzivních zkoušek osazeno celou řadou různých motorů. Po zkouškách byl letoun Breguet 19 objednán v září 1923 francouzským vojenským letectvem, kdy byla zahájena i hromadná výroba. Charakteristickým znakem letounů Breguet bylo rozsáhlé použití duralu při konstrukci letounů namísto dřeva a oceli. Ve své době byl rychlejší než jakýkoliv jiný soudobý bombardér a v rychlosti překonával i některé soudobé stíhačky. Proto byl o letoun zájem po celém světě, který byl ještě posílen jeho úspěchy v leteckých soutěžích.

## Popis
Letoun byl koncipován jako dvouplošník, přesněji jako „jednoapůlplošník“ (neboli tzv. sesqiplán), protože spodní křídlo bylo podstatně menší než horní křídlo. Křídla byla dvounosníková s duralovou konstrukcí a žebry, které pokrýval plátěný potah. Podobně byly koncipovány i ocasní plochy.
Trup měl oválný průřez a kostru z duralových trubek. Přední část trupu až k zadnímu kokpitu byla potažena duralovými plechy. Zadní část letounu a křídla byla potažena leteckým plátnem. Letoun měl pevný podvozek letounu záďového typu s průběžnou osou kol a lanovým vyztužením. Posádka byla dvoučlenná. Tvořil ji pilot a pozorovatel/bombometčík, kteří seděli za sebou v tandemovém uspořádání v otevřených kokpitech se zdvojeným řízením. Pilot seděl přímo pod vykrojením v odtokové hraně horního křídla. Letouny měly nádrž na 365 l paliva v trupu.
Letoun měl dřevěnou vrtuli, kterou poháněly rozličné motory. Většinou se jednalo o vodou chlazené dvanáctiválcové motory:
- Renault 12Kb (336 kW/450 hp), 12Kd (357 kW/480 k)
- Lorraine-Dietrich 12Db (298 kW/400 k)
- Lorraine-Dietrich 12Eb (336 kW/450 k)
- Lorraine-Dietrich 12Ed (redukovaný)
- Hispano-Suiza 12Ha (336 kW/450 k)
- Hispano-Suiza 12Hb (373 kW/500 k)
- Farman 12We (373 kW/500 k)
- Gnome-Rhône 9Ab Jupiter (313 kW/420 k) (řadový motor pro jugoslávské letouny)

Letoun byl vyzbrojen pevným synchronizovaným kulometem Vickers ráže 7,7 mm střílejícím dopředu, který ovládal pilot. Pozorovatel ovládal pohyblivý zdvojený kulomet Lewis ráže 7,7 mm. Občas byl montován i čtvrtý kulomet, který obsluhoval pozorovatel, a který střílel dolů skrz otvor v trupu. Noční stíhací varianta CN2 byla osazena dvojicí kulometů střílejících dopředu ovládaných pilotem. Bombardovací varianta mohla nést až 472 kg bomb pod trupem nebo ve svislé pumovnici (pro malé bomby do hmotnosti 50 kg). Průzkumná varianta mohla nést až 12 bomb o hmotnosti 10 kg. Tato varianta mohla být po vymontování kamer použita jako běžný bombardér. Všechny varianty byly osazeny radiostanicí.

## Dochované letouny
- Breguet Br.19 GR no.1685 Nungesser et Coli v muzeu Musée de l'Air et de l'Espace na letišti Le Bourget poblíž Paříže[4]
- CASA Br.19 TR Bidon Jesús del Gran Poder v muzeu Museo del Aire na letišti Cuatro Vientos v Madridu
- Breguet Br.19 TF Super Bidon Point d'Interrogation v muzeu Musée de l'Air et de l'Espace[5]

## Operační historie

### Francie
Francouzské letectvo používalo první letouny Breguet 19 A2 od podzimu 1924, verzi B2 od června 1926 a poté i noční stíhací verzi CN2. Na konci 20. let a na počátku 30. let 20. století se jednalo o nejpočetnější francouzský bojový letoun. Francouzské letectvo obdrželo kolem 2 000 strojů, které byly téměř rovnoměrně rozděleny mezi průzkumnou a bombardovací verzi.
I když musely být na počátku služby těchto letounů podniknuty určité konstrukční úpravy, prokázaly letouny francouzskému letectvu vynikající služby. Zúčastnily se bojových akcí proti povstalcům v Sýrii a Maroku. Mnoho let tvořily i páteř bombardovacích a průzkumných jednotek ve vlastní Francii. Dokonce u 4 eskader sloužily v roli nočního stíhacího letounu. V roce 1933 bylo ve Francii ve službě ještě 230 letounů Breguet 19 A2, 28 letounů Breguet 19 B2 a 40 letounů Breguet 19 CN2.
V kontinentální Francii začaly být letouny stahovány ze služby na počátku 30. let 20. století. Poslední letoun CN2 byl stažen ze služby v roce 1935. Ale až do roku 1938 byly letouny stále používány při službě v koloniích na Středním východě a v severní Africe, kde byly používány při potlačování místních povstání.

### Jugoslávie
Většina z jugoslávských strojů byla zničena při útoku vojsk Osy na zemi. Asi 40 strojů dostala ustašovská vláda v Chorvatsku, která je používala při akcích proti partyzánům.

### Španělsko
Španělsko poprvé použilo letouny proti povstalcům v Maroku, poté byly využity na obou stranách ve španělské občanské válce, ačkoliv byly již zastaralé. Breguet 19 tvořil základní vybavení španělských bombardovacích a průzkumných jednotek. V červenci 1936 jich bylo méně než sto ve službě u španělského republikánského letectva. Během občanské války byly aktivně používány v roli bombardérů, a to hlavně na republikánské straně. V roce 1936 koupili nacionalisté dalších 20 strojů od Polska. S příchodem moderních stíhacích letounů utrpěly letouny Br.19 mnoho ztrát a po roce 1937 začaly být stahovány z frontové služby. Republikáni ztratili 28 a nacionalisté 10 letounů (včetně 2 republikánských a 1 nacionalistického, které dezertovaly k opačné straně). Letouny zůstaly ve službě u cvičných jednotek až do roku 1940.

## Varianty
Br.19.01
První prototyp letounu Breguet 19, který poprvé vzlétl v březnu 1922. Později byl zakoupen španělskou vládou.
Br.19.02 až 011
Předvýrobní letouny, které měly prodloužený trup o 60 cm. Letoun Br.19.02 byl poslán v roce 1923 do Jugoslávie ke zkouškám.
Br.19 A2
Dvoumístná průzkumná verze pro francouzské letectvo.
Br.19 B2
Dvoumístný lehký bombardér pro francouzské letectvo. Tato a předchozí varianta byly nejpočetnější a byly prakticky totožné. Používaly celou řadu motorů, přičemž nejoblíbenější byly motory Lorraine-Dietrich 12Db s výkonem 298 kW (400 k) (dvanáctiválcový motor v uspořádání do „V“), Lorraine-Dietrich 12Eb s výkonem 336 kW (450 k) (dvanáctiválcový motor v uspořádání do „W“), Renault 12K, Hispano-Suiza 12H a Farman 12W.
Br.19 CN2
Noční stíhací verze. Letoun byl téměř identický s předchozími variantami, ale měl navíc přidány dva kulomety střílející dopředu.
Br.19 GR (Grand Raid)
Speciálně upravená varianta pro lety na dlouhé vzdálenosti. Při prvních pokusech o lety na dlouhé vzdálenosti byl upraven sériový letoun Br.19 No. 3 poháněný motorem Lorraine-Dietrich 12Db přidáním dalších palivových nádrží na pumové závěsy. Tento letoun podnikl let Paříž – Šanghaj, kam se dostal 20. května 1924. První skutečný letoun Br.19 GR (No.64) měl palivové nádrže o kapacitě cca 2 000 l uvnitř trupu. Tento letoun získal v roce 1925 rekord v letu na nejdelší vzdálenost. V roce 1926 byly další tři letouny (č. 1685–1687) upraveny do verze Br.19 GR 3000 litres. Tyto letouny měly ještě větší palivové nádrže v trupu s celkovou kapacitou 2 900 až 3 000 l. Kokpit se posunul mírně dozadu a rozpětí křídel bylo zvětšeno na 14,83 m. Tyto tři letouny byly osazeny třemi rozličnými motory: První (č.1685) měl motor Hispano-Suiza 12Hb s výkonem 500 k, druhý (č.1686) měl motor Renault 12Kg s výkonem 550 k a třetí (č.1687) měl motor Farman 12Wers s výkonem 520 k. V roce 1927 dostal letoun č.1685 nový motor Hispano 12Lb s výkonem 600 k, zásoba paliva byly zvětšena na 3 500 l a jeho rozpětí se zvětšilo o další metr. Letoun byl pokřtěn Nungesser et Coli po dvou letcích, kteří se v květnu 1927 pokusili přelétnout Atlantský oceán. Pátý postavený letoun (č.1554) byl postaven pro Řecko a pojmenován Hellas. Byl osazen motorem Hispano 12Hb o výkonu 550 k. (Několik dalších letounů možná obdrželo další palivové nádrže pro lety na dlouhé vzdálenosti, ale ty se oficiálně nenazývaly Br.19 GR. Některé zdroje například zmiňují belgický Br.19 GR, ale zřejmě jej zaměňují s belgickými stroji Br.19 TR.)
Br.19 TR Bidon
Verze byla postavena v roce 1927 s různými aerodynamickými vylepšeními. Navíc měla v trupu nádrž na 3 735 l. S dalšími palivovými nádržemi v křídlech činila celková kapacita paliva 4 125 l. Pět letounů bylo postaveno společností Breguet a dva španělskou společností CASA. Tři francouzské stroje měly motor Hispano 12Lb s výkonem 600 k, jeden měl motor Renault 12Kg s výkonem 550 k a jeden s motorem Lorraine 12Eb s výkonem 450 k. První Bidon s motorem Hispano byl prodán Belgii, Bidon s motorem Renault byl odprodán Číně po uskutečnění letu Paříž – Peking. Třetí Bidon s motorem Hispano se stal francouzským Br.19 TF. Druhý španělský Bidon byl pokřtěn Jesús del Gran Poder a podnikl let ze Sevilly do státu Bahia v Brazílii.
Br.19 TF Super Bidon
Poslední a nejpokročilejší varianta dlouhého doletu. Byla postavena v roce 1929 a byla určena pro lety přes Atlantik. Francouzským Super Bidonem se stal třetí letoun Br.19 TR s motorem Hispano. Ten byl pojmenován Point d'Interrogation, měl upravený trup a rozpětí 18,3 m. Celková kapacita jeho nádrží činila 5 370 l. Byl poháněn motorem Hispano-Suiza 12Lb s výkonem 447 kW (600 k), který byl později nahrazen motorem Hispano-Suiza 12Nb s výkonem 485 kW (650 k). Další letoun, tentokrát s uzavřeným kokpitem byl postaven v roce 1933 ve Španělsku. Byl pokřtěn jménem Cuatro Vientos a podnikl let ze Sevilly na Kubu. Následně však zmizel, když se pokoušel dosáhnout Mexika.
Br.19 ter
Průzkumný letoun, který využíval zkušenosti s letouny pro lety na dlouhé vzdálenosti. Byl vyvinut v roce 1928, možná pro exportní účely, ale zůstalo jen u jednoho prototypu s civilní registrací F-AIXP.
Br.19.7
Nejoblíbenější z pozdních variant, která byla vyrobena v roce 1930 s motorem Hispano-Suiza 12Nb s výkonem 447 kW (600 k), který letounu dával maximální rychlost 242 km/h ve vodorovném letu. Prvních 5 strojů bylo upraveno ve Francii pro Jugoslávii, a poté jich byl určitý počet (75 až 125) vyroben v Jugoslávii a dalších 50 jich bylo vyrobeno ve Francii pro Turecko.
Br.19.8
Letouny s hvězdicovým motorem Wright Cyclone GR-1820-F-56 s výkonem 582 kW (780 k). 50 letounů Br.19.7 bylo nakonec dokončeno v Jugoslávii jako Br.19.8. Jejich maximální rychlost byla 279 km/h ve vodorovném letu ve výšce 2 500 m. Tyto letouny používal po porážce Jugoslávie chorvatský ustašovský režim v akcích proti partyzánům.
Br.19.9
Jeden prototyp vyrobený v Jugoslávii s motorem Hispano-Suiza 12Ybrs s výkonem 641 kW (860 k)
Br.19.10
Jeden prototyp vyrobený v Jugoslávii s motorem Lorraine-Dietrich 12Hfrs Petrel s výkonem 536 kW (720 k).
Br.19 hydro (nebo Breguet 19 seaplane)
Letoun vybavený dvojicí plováků. Byl postaven jeden prototyp (č.1132) pro Francii. Jiný letoun byl prodán do Japonska, kde byl vybaven plováky společností Nakadžima.
Byly vyvinuty i některé civilní varianty letounu Breguet 19, jako například Br.19T, Br.19T bis a Br.19 Limousine (pro 6 cestujících se silnějším trupem), ale nikdy nebyly sériově stavěny.
Další varianty pro cestující s úplně přestavěným trupem nesly označení:
- Br.26T (1926)
- Br.26TS nebo Br.261T
- Br.280T
- Br.281T
- Br.284T

Tyto letouny byly používány v omezených počtech ve Francii a Španělsku.
Celkově bylo postaveno více než 2 000 Breguetů 19 ve Francii. Dalších asi 700 letounů bylo postaveno licenčně španělskou společností CASA, belgickou společností SABCA a v jugoslávské továrně v Kraljevu.

## Letecké rekordy

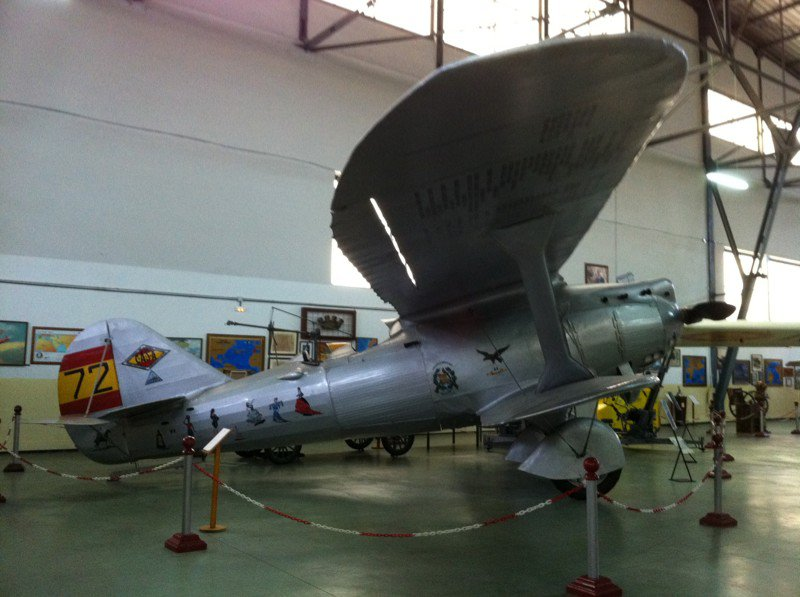
Jesús del Gran Poder – speciální verze letounu Breguet 19, který letěl z Brazílie do Španělska v roce 1929

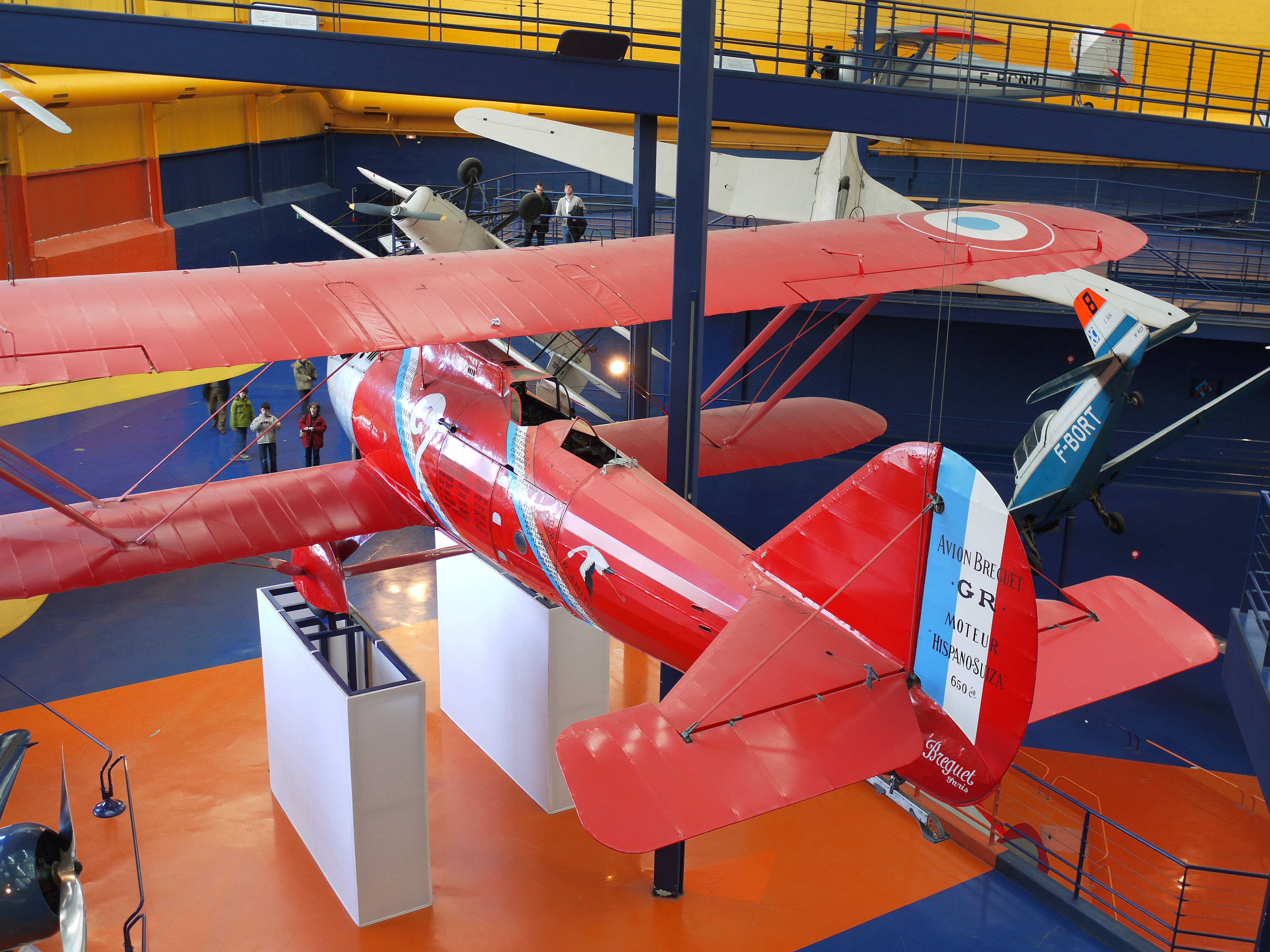
Letoun „Point D'Interrogation“

Jak standardní, tak i upravené letouny byly použity pro překonání řady leteckých rekordů. Prvním byl samotný prototyp letounu Br.19, který vyhrál rychlostní soutěž vojenských letadel v Madridu 17. února 1923. 12. března 1923 také vytvořil mezinárodní výškový rekord, když dosáhl výšky 5 992 m (12 660 stop) s nákladem 500 kg (1 100 liber). Tento letoun později koupila španělská vláda.
Mnoho posádek také podniklo s letouny Breguet 19 dálkové lety. V únoru 1925 letěl Edmond Thieffry z Bruselu do města Leopoldville ve střední Africe, což byla vzdálenost 8 900 km. Dva letouny Br.19 A2 byly zakoupeny japonskými novinami Asahi Shimbun a osazeny dalšími palivovými nádržemi. S těmito letouny letěli H. Abe a K. Kawachi na trase Tokio-Paříž-Londýn v červenci 1925 na vzdálenost 13 800 km. Mezi 27. srpnem a 25. zářím 1926 letěla polská posádka na trase Varšava – Tokio (10 300 km) a zpět na upraveném letounu Br.19 A2, a to navzdory skutečnosti, že si poškodila jedno ze spodních křídel během cesty. Mezi roky 1927 a 1930 se rumunské, jugoslávské a polské Br.19 zúčastnily leteckých závodů států Malé dohody.
Breguety 19 GR a TR ustanovily několik světových leteckých rekordů, většinou v délce doletu a délky letu bez přerušení. Sérii těchto rekordů odstartoval Arrachart a Lemaitre svým 3 166 km dlouhým letem z Paříže do Villa Cisneros na Západní Sahaře. Let se uskutečnil 2.–3. února 1925 a trval 24,5 hodin. 14. – 15. července 1926 ustanovili nový rekord Girier a Dordilly letem dlouhým 4 716 km z Paříže do Omsku. Překonali je Challe a Weiser 31. srpna – 1. září 1926 letem dlouhým 5 174 km a Costes a Rignot 28. října 1926 letem dlouhým 5 450 km. Od 10. října 1927 do 14. dubna 1928 podnikli Costes a Le Brix let letounem Br.19 GR (pojmenovaným Nungesser-Coli) cestu kolem světa o délce 57 000 km, ačkoliv mezi městy San Grancisco a Tokio byli přepraveni lodí.
Verze Super Bidon byla postavena speciálně pro transatlantické lety. Letoun byl pojmenován „Point d'Interrogation“. Letci Dieudonne Costes a Maurice Bellonte ustanovili rekord v nepřerušeném letu na nejdelší vzdálenost o délce 7 905 km ve dnech 27. – 29. září 1929 na tomto letounu. 1. – 2. září 1930 pak letěli z Paříže do New Yorku na trase dlouhé 6 200 km, čímž uskutečnili první let přes severní Atlantik z východu na západ letounem těžším než vzduch. Druhý letoun Super Bidon, španělský „Cuatro Vientos“, zmizel někde nad Mexikem i s posádkou, kterou tvořili M. Barberan a J. Collar Serra poté, co uskutečnil transatlantický let ze Sevilly na Kubu ve dnech 10. – 11. června 1933.

## Specifikace (Br.19 A2)
Technické údaje pocházejí z publikace „Encyklopedie letadel světa“.

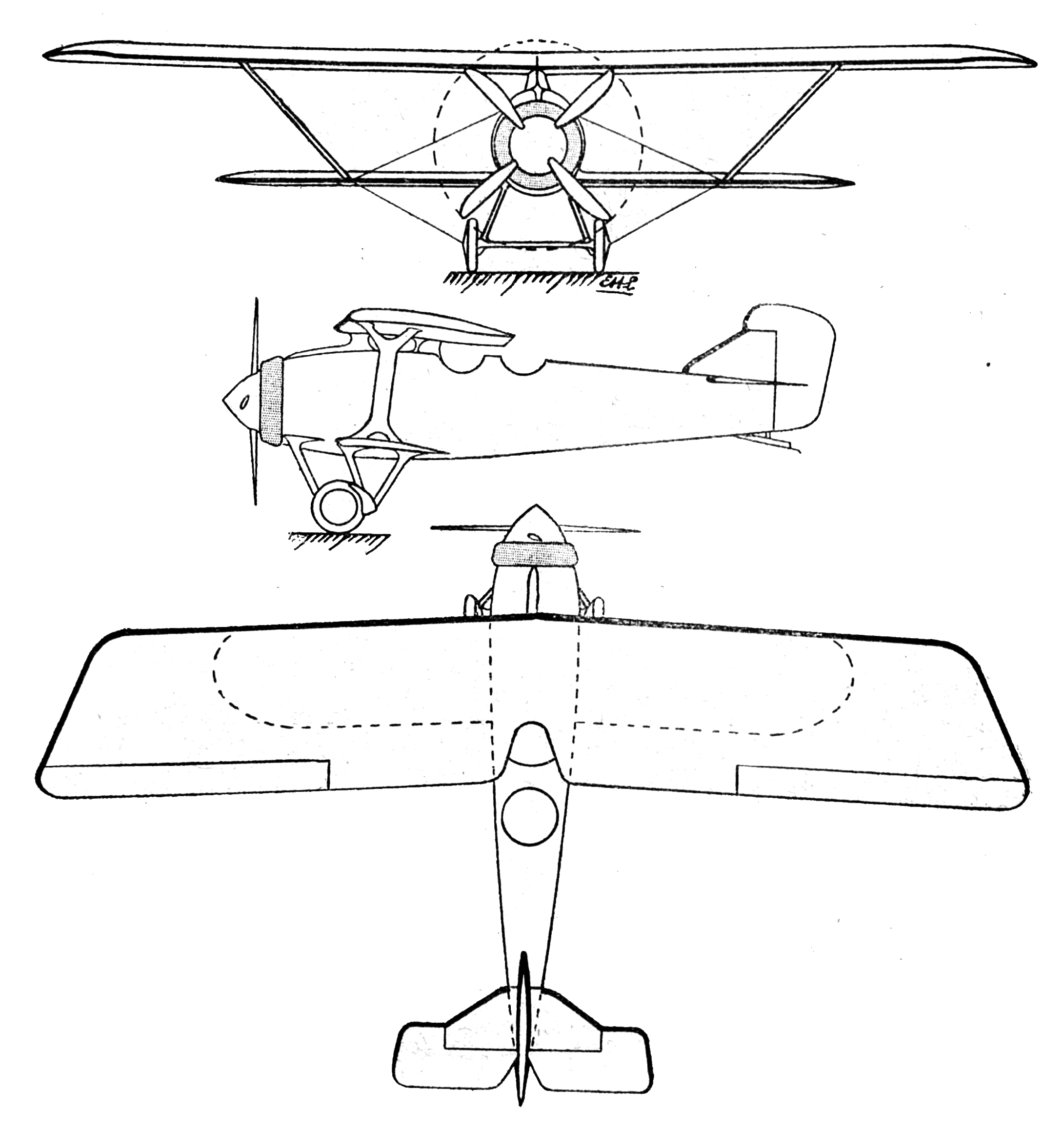
Breguet 19 A2

### Technické údaje
- Posádka: 2 (pilot, pozorovatel/bombometčík)
- Rozpětí: 14,83 m
- Délka: 9,61 m
- Výška: 3,69 m
- Nosná plocha: 50 m²
- Plošné zatížení: ? kg/m²
- Prázdná hmotnost: 1 387 kg
- Max. vzletová hmotnost: 2 500 kg
- Pohonná jednotka: 1× pístový motor Lorraine-Dietrich 12Ed
- Výkon pohonné jednotky: 450 k (336 kW)

### Výkony
- Cestovní rychlost: ? km/h ve výšce ? m
- Maximální rychlost: 214 km/h (133 mph) na hladině moře
- Dolet: 800 km
- Dostup: 7 200 m (23 620 stop)
- Stoupavost: ? m/s (? m/min)

### Výzbroj
- 1 × pevný kulomet Vickers ráže 7,7 mm.
- 2 × pohyblivý kulomet Lewis ráže 7,7 mm.
- Závěsy pro lehké letecké pumy.

## Uživatelé
Argentina
- Argentinské letectvo – používalo 25 letounů.

 Belgie
- Belgické letectvo – koupilo 6 letounů Br.19 B2 v roce 1924. Dalších 146 letounů verze A2 a B2 bylo licenčně vyrobeno společností SABCA v letech 1926–30. Tyto letouny byly poháněny motory Lorraine-Dietrich 12Eb a Hispano-Suiza 12Ha. Byly používány do 30. let 20. století.

 Bolívie
- Bolivijské letectvo – koupilo 10 letounů, které používalo během války o Gran Chaco proti Paraguayi. Jiné zdroje hovoří o 15 letounech.[1]

 Brazílie
- Brazilské letectvo – používalo 5 letounů.

 Čínská republika
- Letectvo Čínské republiky – obdrželo 4 letouny koupené vládou.
- Mandžusko – vojenský velitel Zhang Zuolin koupil 70 letounů.

 Francie
- Francouzské letectvo – hlavní uživatel letounů Bre.19
- Francouzské námořnictvo

 Nezávislý stát Chorvatsko
- Letectvo nezávislého státu Chorvatsko – obdrželo 46 letounů, které používalo v akcích proti partyzánům.

 Íránské císařství
- Íránské císařské letectvo – koupilo dva letouny pro testování.[1]

 Italské království
- Regia Aeronautica – koupilo dva letouny pro testování.[1]

 Japonské císařství
- Koupilo dva letouny, od plánované licenční výroby u společnosti Nakadžima bylo upuštěno.

 Království Jugoslávie
- Jugoslávské královské letectvo – koupilo 400 letounů Br.19, přičemž 185 bylo vyrobeno ve Francii, 40 postaveno v Jugoslávii z francouzských dílů a 175 bylo vyrobeno v nové továrně v Kraljevu. První série 85 letounů byla zkompletována z francouzských dílů a dalších 215 bylo postaveno z vlastních součástí. Prvních 150 jugoslávských letounů mělo motory Lorraine-Dietrich, dalších 150 letounů mělo motory Hispano-Suiza 12Hb a posledních 100 letounů mělo hvězdicové motory Gnome-Rhone Jupiter 9Ab.[1] Od roku 1932 byla vyráběna varianta Br.19.7. Prvních 5 bylo vyrobeno ve Francii a dalších 75 (podle jiných publikací 51) v Kraljevu a dalších 48 letounů bez motorů bylo dokončeno v letech 1935–1937 jako verze Br.19.8 s hvězdicovými motory Wright Cyclone s výkonem 582 kW (780 k). (Některé publikace uvádějí odlišné počty vyrobených jugoslávských Br.19.) Některé z těchto letounů byly použity v boji při německém útoku na Jugoslávii v roce 1941.

 Jugoslávie
- Jugoslávské letectvo – používalo jeden chorvatský Br.19, s kterým přeletěl jeho pilot k partyzánům, které vedl Josip Broz Tito, v červnu a červenci 1942. Poté byl sestřelen. Další dva zajaté letouny používala nová komunistická vláda v dubnu 1945 proti ustašovcům.

 Polsko

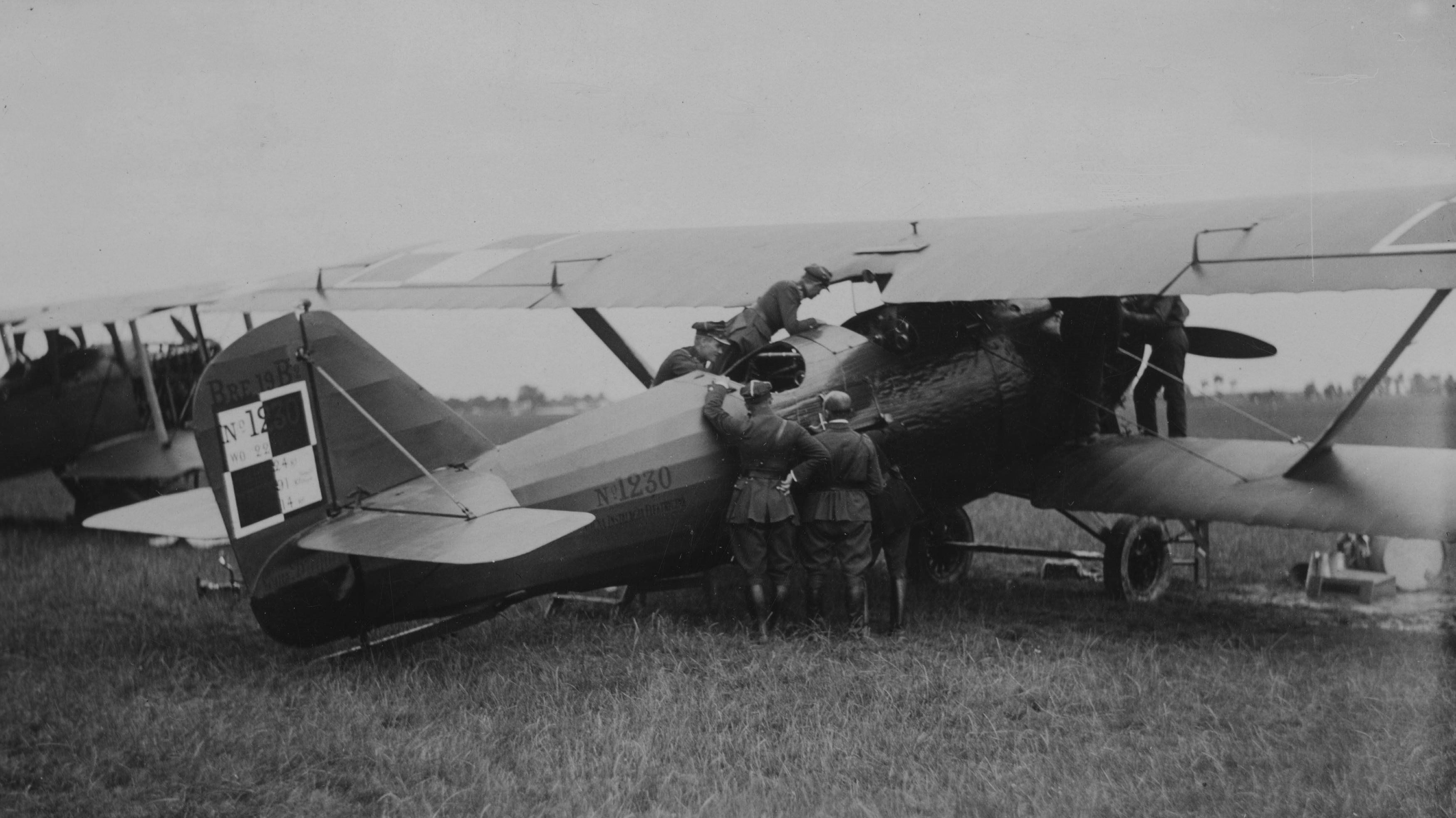
Breguet 19 polského letectva

- Polské letectvo – koupilo 250 letounů Breguet 19 A2 a B2 s motory Lorraine-Dietrich 12Eb s výkonem 336 kW (450 k) v letech 1925–1930. 20 letounů mělo být určeno pro dlouhé průzkumné lety, ale podrobnosti nejsou známy. První letoun vstoupil do služby u polského letectva v roce 1926, ale většina z nich byla dodána v letech 1929 až 1930. Letouny byly stahovány od bojových jednotek v letech 1932–37. Až do roku 1939 byly používány u cvičných jednotek. Během napadení Polska v září 1939 nebyly použity a většina z nich byla zničena na zemi.

 Rumunsko
- Královské rumunské letectvo – koupilo 50 letounů Breguet 19 A2 a B2 v roce 1927. Poté koupilo 108 Br.19 B2 a 5 Br.19.7 v roce 1930. Ve službě se udržely až do roku 1938.

 Řecko
- Řecké vojenské letectvo – obdrželo 30 letounů Breguet 19 A2 a některé z nich byly použity proti italským invazním jednotkám v roce 1940, kde získávaly cenné informace o pohybech italských jednotek.

 Sovětský svaz
- Sovětské letectvo – koupilo jeden letoun pro testování.

 Spojené království
- Royal Air Force – koupilo dva letouny pro testování.[1]

 Španělské království a  Druhá španělská republika
- Španělské letectvo – koupilo jeden prototyp a licenci k vlastní výrobě v roce 1923. Licenční výroba verzí A2 a B2 byla zahájena ve společnosti CASA. Prvních 19 letounů bylo dovezeno z Francie a dalších 26 bylo smontováno ze součástek dovezených z Francie. Poté bylo postaveno dalších 177 letounů vlastními silami (50 z nich mělo motory Hispano-Suiza a zbytek motory Lorraine-Dietrich 12Eb).

 Turecko

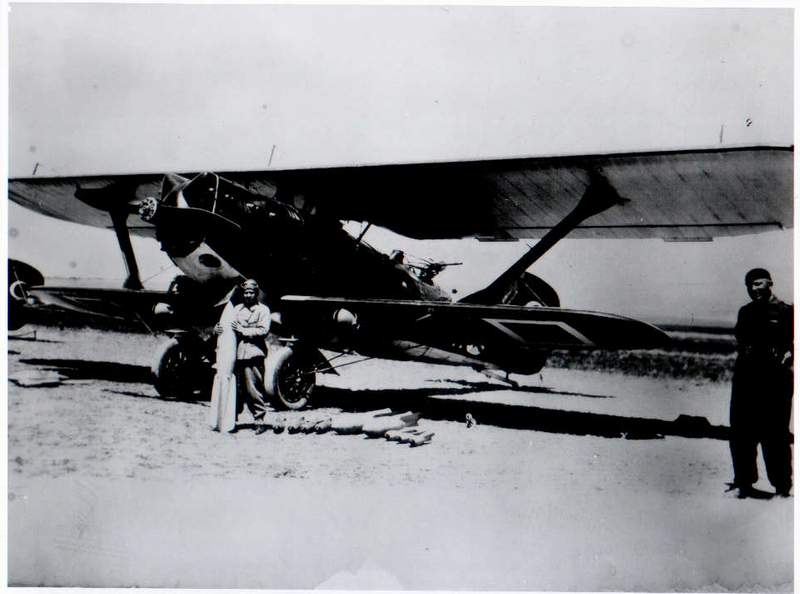
Turecký Breguet 19.

- Turecké letectvo – koupilo 20 letounů Br.19 B2 a poté 50 letounů Br.19.7 v roce 1932. Některé z letounů byly používány k bombardovacím a průzkumným letům během potlačování kurdských nepokojů.

 Uruguay
- Uruguayské letectvo

 Venezuela
- Venezuelské letectvo – používalo 12 letounů.